# Chaetobranchus
Chaetobranchus ist eine Buntbarschgattung aus dem tropischen Südamerika. Der wissenschaftliche Gattungsname bezieht sich auf die feinen, langen Kiemenreusen der Gattung (Gr.: „chaetos“ = Borste + „branchiae“ = Kieme). Die zwei Arten der Gattung kommen im Amazonasbecken, im Stromgebiet des Orinoko und in den drei Guayanas in langsam fließenden Gewässern vor.

## Merkmale
Chaetobranchus-Arten werden 21 bis 25 Zentimeter lang. Ihr Körper ist hoch, seitlich abgeflacht, das Kopfprofil ist spitz. Ihre Grundfarbe ist gelblich bis bräunlich. Die Fische schimmern silbrig metallisch. Sie unterscheiden sich durch Anpassungen an eine planktonfressende Lebensweise von allen anderen südamerikanischen Buntbarschen. Ihre Kiemenreusenstrahlen auf dem ersten Kiemenbogen sind lang, schlank und stehen nah zusammen. In Richtung des Schädels und der Hypobranchiale werden sie schrittweise kürzer und der Abstand wird größer. Die Chaetobranchus-Arten sind die einzigen Buntbarsche mit bezahnten Basibranchialen, den untersten Abschnitten der Kiemenbögen. Ein weiteres für Chaetobranchus einzigartiges Merkmal ist der Besitz von winzigen Kiemenreusenstrahlen im unteren Rachenraum.
Das Maul ist groß, die schmalen Reihen auf den Kiefern sitzenden Zähne sind klein mit einer einzelnen Spitze. Der untere Schlundkiefer ist lang und schlank, mit einem tief eingeschnittenen Hinterrand, und mit zahlreichen kleinen spitzen Zähnen besetzt. Die Lippen sind durchgehend, die Unterlippe ragt am Mundwinkel über den hinteren Rand der Oberlippe. Dieser Lippentypus („American-type“) ist charakteristisch für Neuwelt-Buntbarsche (Unterfamilie Cichlinae). Die Beschuppung vor der Rückenflosse ist unregelmäßig. Auf der Unterseite, an der Kehle findet sich eine Schuppengruppe, die vom Rest der Beschuppung separiert ist. Zum Seitenliniensystem gehören sieben Poren auf dem Vorkiemendeckel und fünf auf dem Unterkiefer sowie weitere Kopfporen. Ungewöhnlich für Buntbarsche sind einige Reihen von porentragenden Schuppen auf der Schwanzflosse, eine lange zwischen den Flossenstrahlen D1 und D2 und eine weitere auf dem Unterteil der Schwanzflosse, die eine Verlängerung der unteren Seitenlinie darstellt.

## Systematik
Zusammen mit der Schwestergattung Chaetobranchopsis bildet Chaetobranchus den Tribus Chaetobranchini innerhalb der Neuwelt-Buntbarsche (Cichlinae), der die Schwestergruppe zu den Geophagini bildet. Von Chaetobranchopsis unterscheidet sich Chaetobranchus unter anderem durch 5 bis 6 (meistens 4) Flossenstacheln in der Afterflosse, Chaetobranchopsis hat drei Flossenstacheln.

## Arten
- Chaetobranchus flavescens Heckel, 1840 Typusart; weitverbreitet im Amazonas- und Orinokobecken und in den drei Guayanas, Rücken- und Afterflosse unbeschuppt, 16 Schuppen in einer Querreihe, kein Augenfleck auf der Schwanzflossenbasis, keine senkrechten Streifen auf den Körperseiten.
- Chaetobranchus semifasciatus Steindachner, 1875; nur im zentralen Amazonasgebiet zwischen Óbidos und Tefé, Rücken- und Afterflosse beschuppt, 20 kleinere Schuppen in einer Querreihe, ein Augenfleck auf der Schwanzflossenbasis, breite, senkrechte Streifen auf den Körperseiten. Gegenüber Chaetobranchus flavescens verfügt diese Art über einen gering vorstehenden Unterkiefer und schmale Schuppenreihen an den Rücken- und Afterflossenbasen. Kullander hat darum die Überstellung in eine weitere monotypische Gattung erwogen, diesen Schritt jedoch (noch) nicht vollzogen[2].